# Somebody to You
"Somebody To You" é uma canção da banda de pop e pop rock britânica The Vamps. Uma canção com a participação da cantora americana Demi Lovato foi lançada no Reino Unido em 18 de maio de 2014 como quarto single de seu álbum de estreia Meet the Vamps (2014). A canção atingiu a quarta posição na principal parada de singles britânica, se tornando o quarto singles consecutivo da banda a ficar no top 5 no Reino Unido. Ele também atingiu a 14ª posição na Austrália, a melhor posição do grupo no país.
A canção foi lançada como o primeiro single oficial da banda na América do Norte, junto ao seu EP de estreia no continente em 4 de agosto de 2014.

## Videoclipe
O videoclipe foi oficialmente enviado ao YouTube em 9 de junho de 2014. O vídeo foi dirigido por Emil Nava e filmado em Malibu, Califórnia. O vídeo é sobre uma jovem garota (interpretada por Laura Marano), que passa o verão com suas amigas até se juntar ao The Vamps e o vocalista da banda (Bradley Simpson) se apaixona por ela. Demi Lovato aparece no vídeo apenas cantando.

## Apresentações ao vivo
The Vamps e Lovato apresentaram a canção pela primeira vez juntos no The Ellen DeGeneres Show. A canção também foi apresentada várias vezes em sua versão solo ou com convidados especiais, dentre eles Fifth Harmony, Nina Nesbitt, Luke Friend, Sabrina Carpenter, Austin Corini, da banda The Tide.

## Lista de faixas
- 'Download digital[2]

1. "Somebody to You" (versão single) (com participação de Demi Lovato) - 3:03

- Download digital - Versão acústica[3]

1. "Somebody to You" (Acoustic version) (com participação de Demi Lovato) - 3:01

- Download digital - EP[4]

1. "Somebody to You" (Durrant & More Club Mix) (com participação de Demi Lovato) - 4:45
2. "Can We Dance" (Live from the O2) - 3:44
3. "She Looks So Perfect" (cover de 5 Seconds of Summer) - 3:39
4. "Sweater Weather" (cover de The Neighbourhood) - 3:16

- CD1

1. "Somebody to You" - 3:03
2. "Midnight Memories" (cover de One Direction) - 3:36
3. "That Girl" (cover de McFly) - 3:27
4. "On the Floor" - 3:28

- CD2

1. "Somebody to You" (versão com vocais de James e Connor) - 3:04
2. "Rough Night" (demo) - 3:25

- DVD

1. "Somebody to You" (videoclipe) - 3:03
2. "Carry on Vamping: A Day on Tour" (documentário)

## Desempenho comercial
| Tabela (2014)                                 | Melhor posição |
| --------------------------------------------- | -------------- |
| Austrália (ARIA)                              | 14             |
| Bélgica (Ultratip Bubbling Under de Flandres) | 84             |
| Canadá (Canadian Hot 100)                     | 68             |
| França (SNEP)                                 | 153            |
| Irlanda (IRMA)                                | 10             |
| Nova Zelândia (Recorded Music NZ)             | 17             |
| Escócia (Scottish Singles Chart)              | 1              |
| Reino Unido (UK Singles Chart)                | 4              |
| US Bubbling Under Hot 100 Singles (Billboard) | 10             |

| Tabela (2014)                        | Posição |
| ------------------------------------ | ------- |
| Austrália (ARIA)                     | 97      |
| UK Singles (Official Charts Company) | 95      |

### Certificações e Vendas
| País                     | Certificação | Vendas/Estimativas |
| ------------------------ | ------------ | ------------------ |
| Reino Unido (BPI)        | Prata        | 240.000+           |
| Austrália (ARIA)         | Platina      | 70.000+            |
| Canadá (Music Canada)    | Ouro         | 40.000+            |
| Nova Zelândia (RMNZ)     | Ouro         | 7.500+             |
| Estados Unidos (RIAA)    | Ouro         | 500.000            |
| Mundo[carece de fontes?] | —            | 830.000+           |